# Museo della Corte di Ca' Cappello
Il Museo della Corte di Ca’ Cappello è una raccolta etnografica e naturalistica ubicata nell’omonima località del comune di Porto Viro, in Provincia di Rovigo. 
Il Museo nasce in simbiosi con la storia della comunità locale ed il principale obiettivo dell’esposizione è di preservare e condividere la memoria storica del luogo. L’esposizione si focalizza sulle caratteristiche della civiltà contadina nella sua quotidianità lavorativa e conviviale, raccogliendo testimonianze concrete del secolo scorso, oltre ad approfondire la conoscenza del patrimonio avifaunistico polesano, a cui è dedicata un’intera sezione. Il Museo è di proprietà del Comune e fa parte della rete del Sistema Museale Provinciale Polesine.

## Storia

### Il Polesine dei Cappello

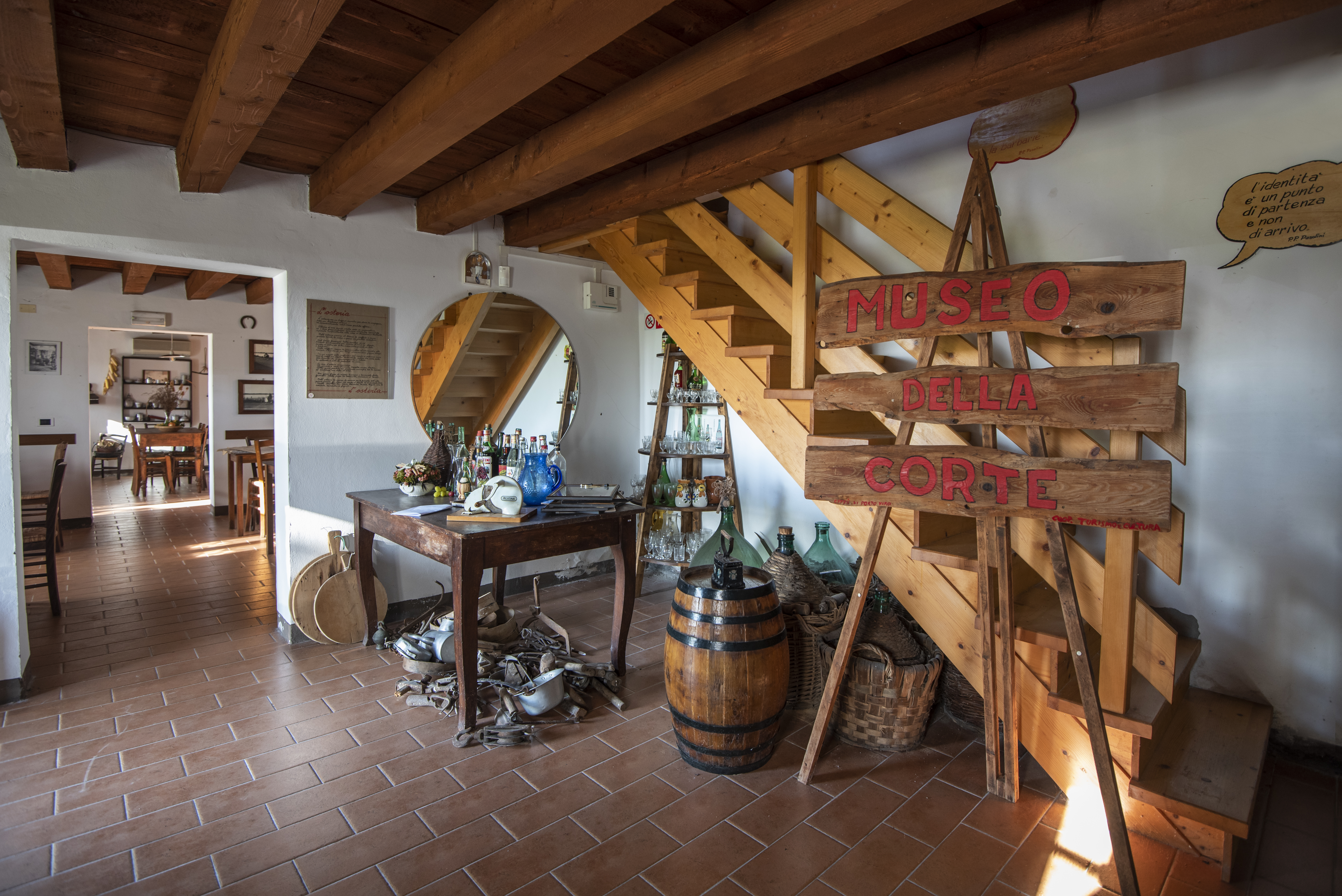
Ingresso dell'Osteria del Museo della Corte di Ca' Cappello

Dell'originaria presenza residenziale (detta "Il Vaticano") si hanno notizie fin dal XVI secolo, di cui rimane a testimonianza parte dell’antica torre colombaia. Le prime tracce risalgono ai primi decenni del Cinquecento, pertinenti alla proprietà dell’Abate di San Tommaso dei Borgognoni, Giovanni Trevisan quondam Vincenzo, e della figlia Marieta, che il 9 marzo 1551 venne unita in matrimonio con Paolo Cappello, figlio del conte veneziano Carlo Cappello, che ne ereditò i possedimenti. Il complesso agricolo è tra i più antichi del Polesine, citato in una mappa redatta nel 1733 dal Magistrato alle Acque del Veneto come la tenuta di maggior imponenza nel territorio. Al 1630 risale la costruzione sul retro della corte della cappella ad usum dei Cappello, nei secoli ampliata e resa chiesa parrocchiale. Alla famiglia si deve l’avvio di attività di bonifica della zona, coadiuvata dalle facoltose famiglie veneziane giunte nel bassopolesine con intenti di lucro agricolo a seguito del Taglio di Porto Viro. Oggi la Corte Cappello è adibita ad azienda agricola e nel complesso risente di un prolungato stato di abbandono, ancora memore dei devastanti effetti dell’alluvione del 1951.

## Collezione
Il Museo è suddiviso in due edifici storici di modeste dimensioni, in dialogo con il contesto naturalistico e i residenti del borgo, che riconoscono le proprie antiche radici nell’esposizione. 
Inaugurato nell’agosto 1998 nelle due storiche case coloniche collocate a sud della Corte, si divide in due sezioni. La sua istituzione è stata avviata per promuovere un intervento di restauro dell’antico borgo danneggiato dal terremoto del 1976. Il Museo è ancora in fase di lavorazione e continua ad ampliare la sua memoria storica raccogliendo oggetti e testimonianze donate dalla comunità polesana. 

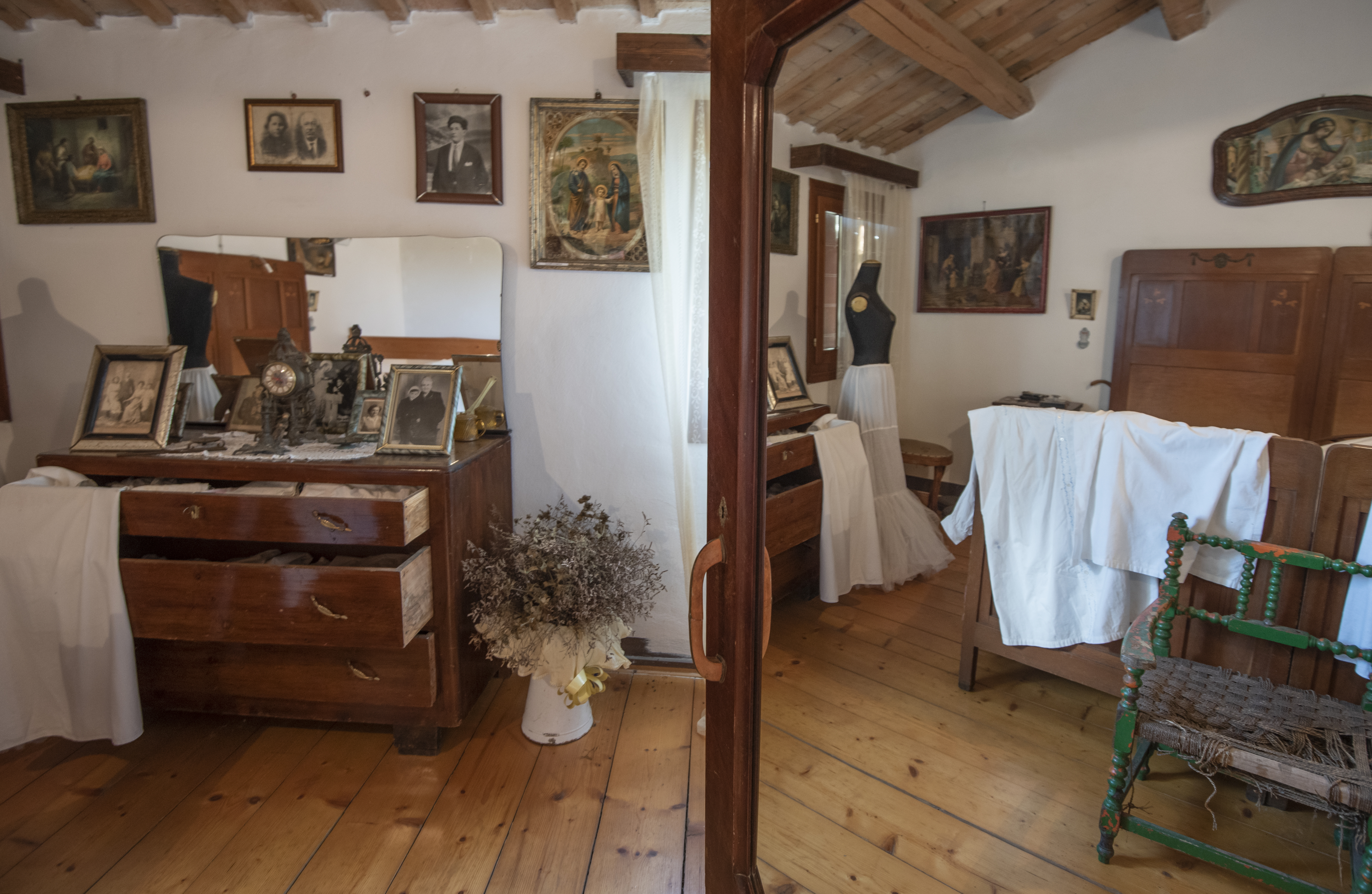
Camera da letto, sezione etnografica del Museo della Corte di Ca' Cappello

### Sezione Etnografica
Nell’edificio a sud ovest della corte è stata allestita una ricostruzione fedele degli ambienti caratteristici della tipica casa contadina. Al piano terra un’osteria di campagna in stile anni Cinquanta, con annessa cucina. Nel piano superiore il percorso si snoda tra camera da letto e soffitta messa a disposizione dei visitatori, insieme alla corte esterna, per riproporre i giochi della tradizione. Oltre a suppellettili, strumenti ed oggetti quotidiani, sulle pareti sono appese diverse fotografie che testimoniano i tipici mestieri locali del secolo scorso, dall’agricoltura alla pesca. Attualmente l’edificio è chiuso al pubblico per interventi di manutenzione.

### Sezione dell’Avifauna

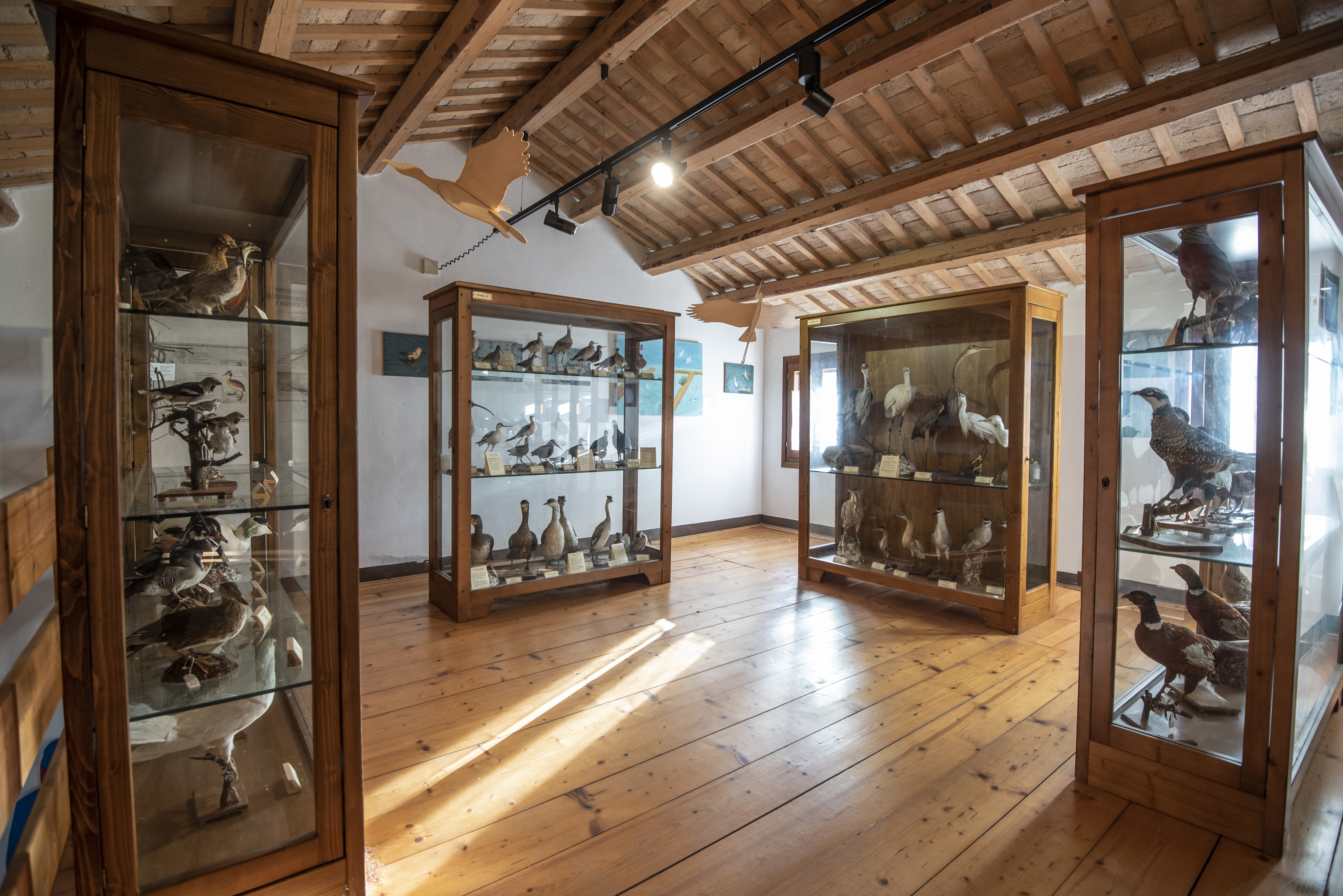
Una sala dedicata all'avifauna del Museo della Corte di Ca' Cappello

La collezione ornitologica è conservata nell’adiacente fabbricato, disposta sistematicamente in vetrine per osservare l'aspetto evolutivo delle specie ed espone ad oggi più di cento esemplari. L’allestimento si propone di promuovere le attività di birdwatching nel Delta del Po, dal 2015 Riserva della biosfera MAB UNESCO. Nella sala d'ingresso si trovano alcuni pannelli dedicati alla storia della Corte, dalla formazione del territorio all’evoluzione dell’abitato nei secoli, oltre ad illustrare le caratteristiche delle diverse specie di avifauna. Nella seconda stanza è anche allestita una “coegia”, o coveglia, un tipico riparo per cacciatori ancorato al fondale durante la stagione venatoria.